# Tournefort
Tournefort (okzitanisch Tornafòrt, italienisch Tornaforte) ist eine französische Gemeinde im Département Alpes-Maritimes in der Region Provence-Alpes-Côte d’Azur. Sie gehört zum Arrondissement Nizza, zum Kanton Vence und zur Métropole Nice Côte d’Azur. Die Bewohner nennen sich die Tournefortois. 

## Geographie
Tournefort liegt in den französischen Seealpen
Die angrenzenden Gemeinden sind Clans im Nordosten, La Tour im Osten, Utelle im Südosten, Malaussène im Südwesten, Massoins im Westen und Bairols im Nordwesten.

## Geschichte
Eine frühe Erwähnung von „Tornafort“, dem nachmaligen Tournefort, stammt aus dem 12. Jahrhundert.

### Bevölkerungsentwicklung
| Jahr      | 1962 | 1968 | 1975 | 1982 | 1990 | 1999 | 2008 | 2016 |
| --------- | ---- | ---- | ---- | ---- | ---- | ---- | ---- | ---- |
| Einwohner | 43   | 37   | 46   | 46   | 93   | 143  | 149  | 164  |

## Sehenswürdigkeiten
- Kirche Saint-Pierre aus dem Jahr 1658
- Kapelle Saint-Antoine-de-Padoue und Chapelle de Pénitents
- zerstörte Kapelle Saint-Martin
- historischer Dorfkern mit einer Burgruine
- Fort
- Brücken über den Fluss Tinée
- Gebäudekomplex „Usine d’Egleros“, eine 1951 erbaute Produktionsstätte von Lebensmitteln